# Ñuflo Chávez Ortiz
Ñuflo Chávez Ortiz (Santa Cruz de la Sierra, Bolivia, 3 de octubre de 1923-Bolivia, 2 de julio de 1996) fue un abogado y político boliviano, vigésimo octavo Vicepresidente de la República de Bolivia siendo vicepresidente durante el primer gobierno de Hernán Siles Zuazo desde agosto de 1956 hasta su renuncia en junio de 1957. Fue uno de los fundadores del Movimiento Nacionalista Revolucionario (MNR), junto con Víctor Paz Estenssoro, Hernán Siles Suazo, Walter Guevara Arce, Carlos Montenegro, Germán Monroy Block, Lydia Gueiler Tejada, entre otros.

## Biografía
Ñuflo Chávez nació en Santa Cruz de la Sierra el 3 de octubre de 1923, siendo su padre Cástulo Chávez Egüez. Estudió derecho en la Universidad Mayor de San Andrés y en la Universidad Mayor, Real y Pontificia de San Francisco Xavier de Chuquisaca egresando como abogado. Fue catedrático en la Universidad Mayor de San Andrés Universidad Nacional Mayor de San Marcos; Universidad Particular Inca Garcilaso de la Vega; Universidad Técnica del Callao; Universidad del Pacífico y la Universidad de San Agustín.

## Vida política
Desde muy temprana edad en su juventud, entró y actuó en la política, ingresando al partido Movimiento Nacionalista Revolucionario en 1945, destacándose por su participación en la guerra civil de 1949. Asumió la secretaría general del MNR en su ciudad natal.   
Ocupó los cargos de Ministro de Asuntos Campesinos desde 1952 hasta 1955, interviniendo en la fundación de la Central Obrera Boliviana y promulgando la reforma agraria. Fue elegido Vicepresidente de la República de Bolivia en 1956 durante la presidencia de Hernán Siles Zuazo, presentando su renuncia frente al congreso en junio de 1957 por ciertas discrepancias que tenía con su presidente sobre las medidas de estabilización monetaria impuestas a Bolivia por Hernán Siles Zuazo. Ñuflo Chávez fue el primer vicepresidente más joven de Bolivia, llegando a ocupar dicho cargo a los 33 años.
Fue ministro de Minas y Petróleo en 1960 durante el segundo gobierno de Víctor Paz Estenssoro, también fue senador por Oruro desde 1962 hasta 1964. Tras la caída del partido del Movimiento Nacionalista Revolucionario por un golpe de Estado realizado por el general Rene Barrientos Ortuño en noviembre de 1964, Chávez fue exiliado al Perú, donde dio cátedra de economía en la universidad de San Marcos.
Retornó a Bolivia en 1978. Participó como candidato por el partido del Movimiento Nacionalista Revolucionario a la vicepresidencia de Bolivia para las Elecciones generales de Bolivia de 1980 acompañando a Víctor Paz Estenssoro, perdiendo dichas elecciones. En 1985 volvió a ocupar el cargo de senador representando esta vez al departamento de Pando y en 1986 fue nombrado embajador plenipotenciario de Bolivia en el Perú durante el cuarto y último gobierno de Víctor Paz Estenssoro, retirándose así de la vida política.
Falleció el 2 de julio de 1996 a los 72 años de edad.

## Publicaciones
Durante su trayectoria, Chávez hizo varias publicaciones como ser:
- El Siglo del Estaño
- Fundiciones de Estaño en Bolivia
- Cinco Ensayos y un Anhelo
- Carta a los Trabajadores de mi Patria
- Sistema Económico Capitalista
- Pensamiento Económico: Introducción a la Ciencia Política
- Introducción a la Economía Política; Recuerdos de un Revolucionario.

| Predecesor: Hernán Siles Zuazo | Vicepresidente de Bolivia 6 de agosto de 1956-24 de junio de 1957 | Sucesor: Juan Lechín Oquendo |